# Frietmuseum
Le Frietmuseum (en français : « musée de la Frite ») est un musée se trouvant à Bruges (Belgique) en province de Flandre-Occidentale, dans la Saaihalle. Il s'agit d'un bâtiment du XIVe siècle, le plus ancien de Bruges, ancienne « Loge génoise » dans lequel était installée la représentation de Gênes à Bruges.
Ouvert en mai 2008, ce musée se targue d'être le seul au monde consacré à l'histoire de la pomme de terre et de la frite. Il contient notamment une collection de machines qui ont été utilisées pour la récolte, les traitements, le tri et la cuisson des pommes de terre. Le musée montre aussi la place de la frite belge dans la culture (art, musique, cinéma, bande dessinée).
Depuis le mois de septembre 2011, un autre musée s'est ouvert à Bruxelles, le Micro Musée de la Frite Home Frit' Home situé rue des Alliés, 242 à Forest.

## Exposition

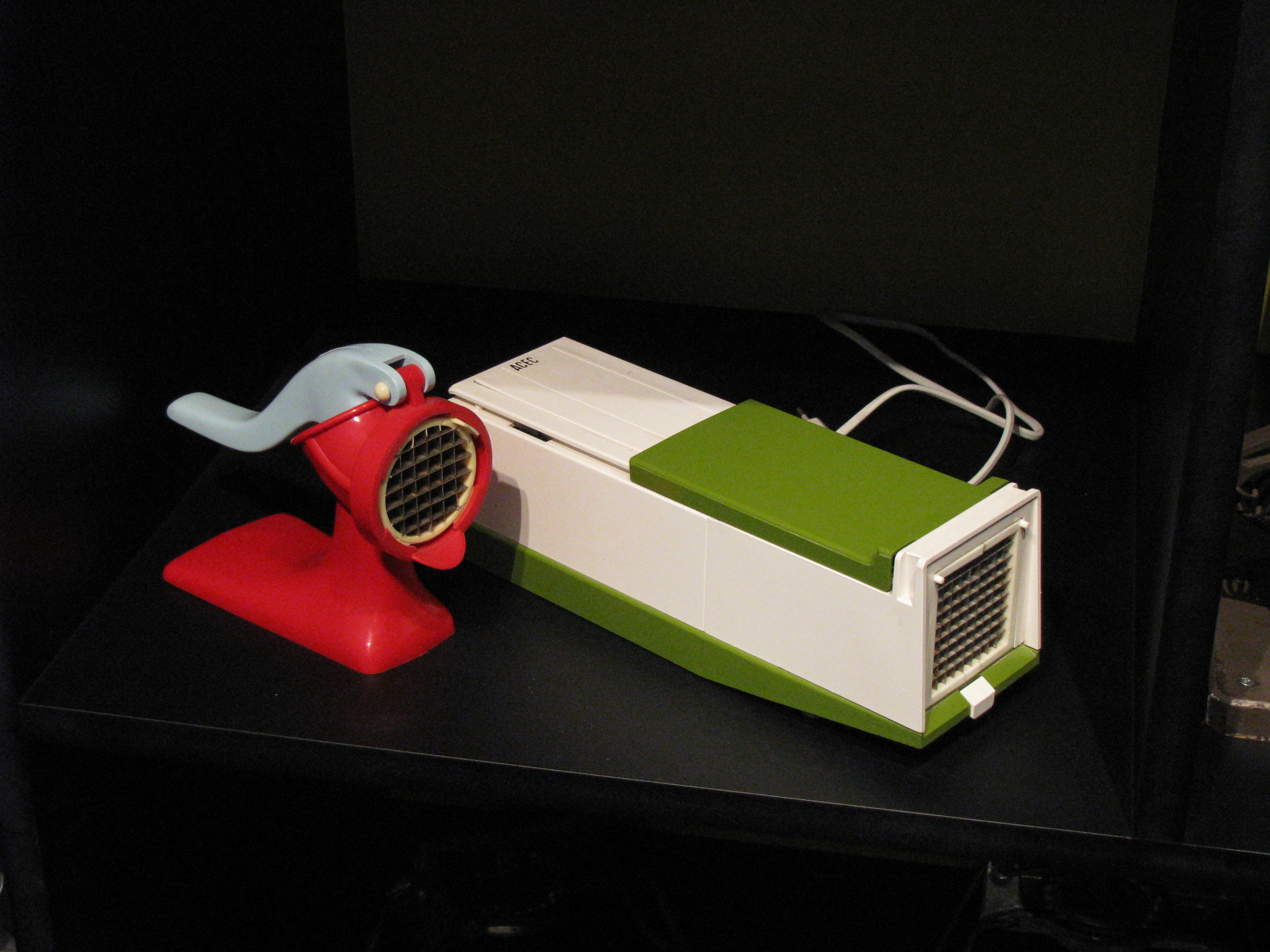
Appareils servant à tailler des pommes de terre en frites. Photo prise en décembre 2008 au musée de la frite.

Le Frietmuseum comprend trois parties : l'histoire de la pomme de terre, celle des frites, et une salle de dégustation de frites préparées sur place.
Dans la première partie est exposée l'histoire de la pomme de terre qui a commencé il y a plus de 10 000 ans au Pérou. Il traite successivement de la domestication des pommes de terre sauvages, et de la diffusion de ce tubercule en Europe.
Dans la deuxième partie sont détaillées les origines de la frite. On y trouve notamment différents types de machines à peler les pommes de terre, de coupe-frites ainsi qu'une baraque à frites (friture). Est également présenté un aperçu des frites dans l'art, dans la bande dessinée à Bruges.
Après la visite, on peut déguster, dans la cave médiévale de l'édifice, des frites à la belge, accompagnées de viandes et de sauces.

## Collections

### Base de la collection
La collection du Frietmuseum est née de la réunion de trois collections, auxquelles d’autres pièces ont été ajoutées par la suite.
- Les machines anciennes proviennent de la collection d'Eddy Cooremans, ancien friturier qui avait souhaité créer un musée à Merchtem[4]. Après avoir exploité pendant des années une friterie avec son épouse Marie-José, Eddy Cooremans est devenu professeur à Syntra (un centre de formation pour commerçants fondé par le Ministère flamand de l’enseignement et de la formation), et membre du conseil d’administration de Navefri-Unafri, l’Union Nationale des Frituristes professionnels[5].
- La deuxième partie de la collection provient du monde de l’Antiquité : ce sont des anciens pots en céramique de l’époque des Incas en forme de pommes de terre.
- La troisième partie de la collection vient de Paul Illegems : de très nombreux objets et œuvres d’art présentés au musée avaient été originellement réunis par ce professeur d’histoire de l’art à l’Académie royale des beaux-arts d'Anvers[6]. Le musée poursuit ses acquisitions dans le domaine de l'art contemporain, en particulier des photographies, sur le thème de la pomme de terre.

### Paul Ilegems
Paul Ilegems s’est débord intéressé au frietkot, dont l’« architecture réalisée sans architecte » l’a passionné sur le plan artistique. Il a sillonné les routes de Belgique et réalisé de multiples photographies de ces baraques à frite si courantes dans ce pays. Désireux d’en réaliser une exposition, il a aussi demandé des œuvres sur le thème de la frite à de nombreux artistes belges et a ouvert, au premier étage du Fritkot Max (friterie fixe installée dans un immeuble de la place verte à Anvers) le premier musée de la frite et de la friterie, un lieu que l’on peut visiter en dégustant un cornet de frites.
Paul Ilegems a ensuite présenté certaines œuvres en d’autres lieux, notamment au musée de la Gourmandise, sis dans la Ferme castrale de Hermalle-sous-Huy où la quasi-totalité de sa collection fut présentée pour la première fois au public, dans une scénographie du conservateur du musée, Charles-Xavier Ménage, qui y avait également joint des objets prêtés par le collectionneur Hugues Henry.
En 2008, Ilegems collabore à l’ouverture du musée de Bruges tout en gardant sa petite salle d’exposition au-dessus du Fritkot Max. Parmi les artistes exposés, on trouve notamment Jean-Michel Folon, Marcel Mariën, Jan Bucquoy, Luc Cromheecke et André Stas.